# Forel-sur-Lucens
Forel-sur-Lucens es una comuna suiza del cantón de Vaud, situada en el distrito de Broye-Vully. Limita al norte con las comunas de Cheiry (FR) y Surpierre (FR), al este con Cremin, al sur con Lucens, al suroeste con Villars-le-Comte, y al oeste con Prévondavaux (FR).
La comuna hizo parte hasta el 31 de diciembre de 2007 del distrito de Moudon, círculo de Lucens. 